# Ка Ценаре (Венеција)
Ка Ценаре (итал. Ca' Zennare) је насеље у Италији у округу Венеција, региону Венето.
Према процени из 2011. у насељу је живело 19 становника. Насеље се налази на надморској висини од 0 м.